# Gheorghe Turcu
Gheorghe Turcu (n. Gheorghe Türkl, n. 26 mai 1928, Timișoara, România – d. 6 ianuarie 1992, București, România) a fost un regizor de film român.
În 1952 a absolvit Institutul de Cinematografie „Gherasimov”. A debutat în 1954 cu scurtmetrajul Cu Marincea e ceva. Gheorghe Turcu s-a afirmat ca regizor cu lungmetrajul O mică întîmplare! din 1957.

## Filmografie

### Regizor
- Cu Marincea e ceva (1954)
- O mică întîmplare! (1957)
- Avalanșa (1959)
- Portretul unui necunoscut (1960)
- Pisica de mare (1963)
- Castelanii (1967)
- Prieteni fără grai (1969) – împreună cu Paul Fritz-Németh
- Lupul mărilor (1971) – regizor secund
- Oaspeți de seară (1976)
- Cine iubește și lasă (1982)

### Scenarist
- O mică întîmplare! (1957)